# Clausola di supremazia

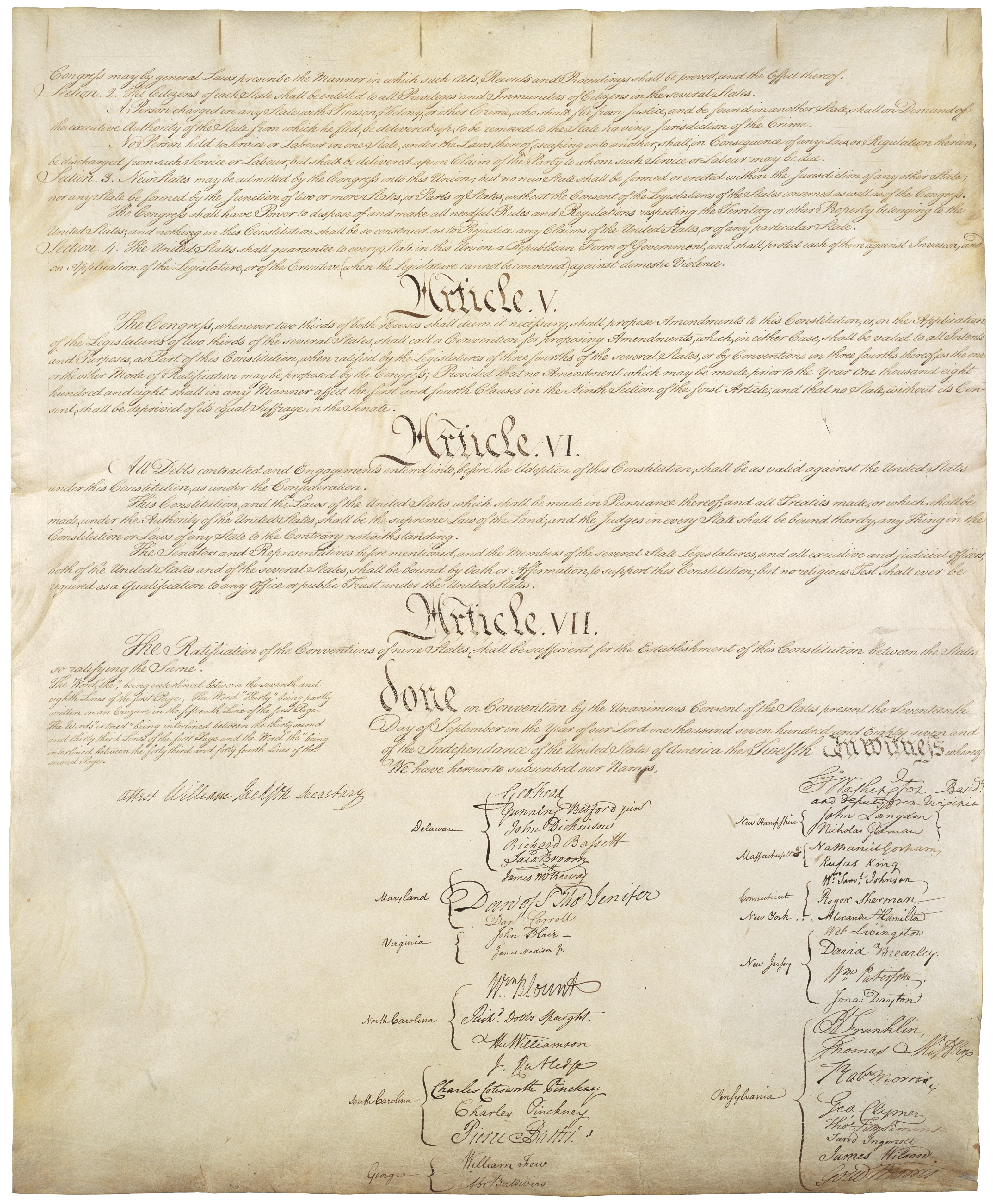
Pagina quattro della Costituzione degli Stati Uniti in cui è enunciato l'Articolo VI e custodita la clausola di supremazia.

La clausola di supremazia dell'Articolo VI della Costituzione degli Stati Uniti d'America, è il principio che stabilisce che la Costituzione, le leggi federali emanate in virtù di essa e i trattati stipulati sotto la sua autorità, costituiscano la "legge suprema dello Stato", e quindi assumano priorità su qualsiasi legge in diretto conflitto emanata dagli Stati federati degli Stati Uniti d'America. La clausola di supremazia prevede che i tribunali degli Stati federati siano vincolati, e che le loro costituzioni siano subordinate, alla legge suprema federale.
Tuttavia, le leggi e i trattati federali possono avvalersi della clausola di supremazia solo se non violano la Costituzione. La magistratura federale, con al vertice la Corte suprema degli Stati Uniti d'America, detiene l'importante responsabilità di interpretare in modo definitivo la Costituzione e di esercitare l'autorità finale nel giudicare la costituzionalità di leggi e trattati federali.

## Il principio della clausola di supremazia
In sostanza, la clausola di supremazia è una norma che entra in gioco durante il conflitto delle leggi e che specifica che determinati atti dello Stato federale abbiano la priorità su qualsiasi atto degli Stati federati che sia in conflitto con la legge federale, con l'unica eccezione di quando la legge federale stessa sia in conflitto con la Costituzione, venendo così invalidata per incostituzionalità. A questo proposito, la clausola di supremazia segue l'esempio dell'Articolo XIII degli Articoli della Confederazione, che prevedeva che «ogni Stato si attiene alle decisioni degli Stati Uniti prese nel Congresso della confederazione riunito, su tutte le questioni che da questa confederazione sono loro sottoposte». In quanto disposizione costituzionale che evidenzia la supremazia della legge federale, la clausola di supremazia conferisce la priorità all'autorità federale, solo quando tale autorità è espressa nella Costituzione stessa. Indipendentemente dalle azioni del governo federale o degli Stati federati, entrambi devono rimanere entro i confini della Costituzione. Ciò rende la clausola di supremazia la pietra angolare dell'intera struttura politica degli Stati Uniti.

### Teoria della nullificazione
La "teoria della nullificazione", nella storia costituzionale degli Stati Uniti, è una teoria giuridica secondo cui uno Stato federato avrebbe il diritto e potere di annullare o invalidare unilateralmente qualsiasi legge federale che tale Stato abbia interpretato come incostituzionale rispetto alla Costituzione. Tuttavia, i tribunali degli Stati federati e i tribunali federali, inclusa la Corte suprema degli Stati Uniti, hanno ripetutamente respinto la teoria della nullificazione e dell'interposizione. I tribunali hanno deciso che in base alla clausola di supremazia custodita nella Costituzione, in una situazione di evidente conflitto, la legge federale ha indubbiamente la precedenza sulla legge degli Stati federati e che, in base all'Articolo III della Costituzione degli Stati Uniti, la magistratura federale, con al vertice la Corte suprema, detiene l'importante responsabilità di interpretare in modo definitivo la Costituzione e di esercitare l'autorità finale nel giudicare la costituzionalità di leggi e trattati federali.

## La clausola di supremazia e la legalità della cannabis
Negli Stati Uniti esiste un caso noto in cui la clausola di supremazia può essere evasa: la legalità della cannabis. Il complesso federalismo statunitense permette infatti che in questo campo il conflitto tra le leggi sia meno diretto. Essenzialmente, benché l'uso e possesso di cannabis sia illegale a livello federale secondo il "Controlled Substances Act" del 1971 e gli illeciti a essa legati siano perseguiti dagli apparati federali quali il Federal Bureau of Investigation (FBI) e il Dipartimento della giustizia degli Stati Uniti, il X emendamento della Costituzione riserva agli Stati federati quei poteri non delegati al governo federale; tra questi i "poteri di polizia" e il potere di regolare il comportamento e far rispettare l'ordine nel loro territorio tramite la propria state police.
Questo limita di fatto il governo federale e consente agli Stati federati, qualora lo decidessero tramite leggi proprie, di non perseguire l'uso e possesso della cannabis e sovente di legalizzarlo, senza creare una contraddizione troppo diretta con la legge ordinaria federale, non innescando la clausola di supremazia. Il contrasto tra le leggi esiste e non esiste allo stesso tempo. Tuttavia uno Stato federato non può impedire ad un apparato federale, come l'FBI, di perseguire un trasgressore secondo la legge federale nel proprio territorio, quando si verifica questo interesse da parte del governo federale in specifiche condizioni, per quanto molto di rado.
L'uso medico della cannabis è legale con la raccomandazione di un medico in 36 Stati federati; 18 di questi hanno legalizzato la cannabis anche a scopo ricreativo.